# Żywot Briana
Żywot Briana (Life of Brian / Monty Python’s Life of Brian) – brytyjski film fabularny z 1979 roku w reżyserii Terry’ego Jonesa, jeden z kilku zrealizowanych przez grupę Monty Python.
Jako scenografię Terry Gilliam i Roger Christian wykorzystali opustoszałą scenografię po innym filmie (Jezus z Nazaretu), ulokowaną w Tunezji. Robocze tytuły tego filmu brzmiały: Jezus Chrystus: Żądza chwały, Ewangelia według Św. Briana oraz Brian z Nazaretu.

## Fabuła
Żywot Briana to komedia będąca jednocześnie paralelą Nowego Testamentu, a dokładniej życia Jezusa Chrystusa. Odczytać można go też jako satyrę na masowo produkowane filmy o tematyce religijnej. Tytułowy Brian jest synem Żydówki i Rzymianina, urodzonym w tym samym czasie co Jezus (który miał być rzekomo synem Panthery), czego można się domyślać z początkowych scen filmu – gdy docierają doń z darami Trzej Królowie, jednakże po ich złożeniu dostrzegają swój błąd i odbierając w bezceremonialny sposób jego matce prezenty, udają się do położonej niedaleko stajenki.
Właściwa fabuła filmu dotyczy problemów dorosłego Briana, który początkowo wraz z matką wysłuchuje ośmiu błogosławieństw, zupełnie nierozumianych przez zgromadzonych przed Jezusem ludzi. W dalszej części filmu, przez splot różnych przypadków, wiąże się z Ludowym Frontem Judei, do którego pragnie się przyłączyć, jednakże wobec nieufności jego nielicznych członków wyznaczona jest mu misja sabotażu polegającego na wypisaniu na murze hasła Rzymianie idźcie do domu. Misja ta zostaje jednak przerwana przez rzymskich legionistów, z których jeden dopatruje się błędów gramatycznych i nakazuje przepisać hasło poprawnie 100 razy. Gdy Brian kończy swą pracę, inny patrol zauważa go i zaczyna się niekończący pościg i ukrywanie się głównego bohatera przed prześladowcami.
W trakcie filmu pojawiają się specyficzne dla Monty Pythona dygresje, jak np. przypadkowe znalezienie się Briana w groteskowym statku kosmicznym, który uciekając przed innymi obcymi, przelatuje część galaktyki, by rozbić się w miejscu, w którym Brian do niego wskoczył.
W przypadkowy też sposób główny bohater staje się prorokiem, za którym ciągnie się sznur wyznawców, nie dający mu spokoju nawet wówczas, gdy chce spędzić czas z ukochaną w domu swej matki. Uciekając przed tłumem wielbicieli, trafia do dołu, w którym czas na milczeniu spędzał miejscowy pustelnik, powodując jego wrzask (i przerwanie milczenia po 18 latach) i ściągając na siebie uwagę.
Nie chcąc się już w nic wplątywać, wpada w coraz większe tarapaty. W końcu zostaje skazany na ukrzyżowanie. Jedyną osobą, która próbuje się za nim wstawić, jest właśnie jego dziewczyna Judith, którą poznał wśród spiskowców z Ludowego Frontu Judei. Podczas gdy Piłat wraz z zaproszonym przyjacielem Wielgusem Kutasem (Biggus Dickus) próbują ustalić, komu należy się amnestia, tłum wykrzykuje różne imiona, naigrawając się z wady wymowy Piłata niewymawiającego litery „r”. W końcu pada imię Brian i okazuje się, że jest to jedyny skazaniec, który rzeczywiście został skazany. Na polecenie Piłata oddział żołnierzy podąża na miejsce, gdzie ustawione są krzyże ze skazańcami, jednak po zapytaniu Który to Brian? główny bohater pogrążony w rozpaczy nie odpowiada, za to odpowiada inny z łotrów. Wynika z tego groteskowa walka o życie, gdy każdy wskazuje na siebie jako na osobę o takim imieniu. Jedna z odpowiedzi brzmi Ja jestem Brian, tak jak i moja żona. Pod krzyżem Briana pojawiają się różne postacie: zawiedziona nim matka, dodatkowo mu złorzecząca; Judith wyrażająca dumę z jego postawy; oddział wojowników, którzy pod krzyżem popełniają rytualne samobójstwo. Wcześniej pojawia się delegacja Frontu z odczytem na jego cześć. Film kończy piosenka Always look on the bright side of life (Zawsze patrz na jasną stronę życia) śpiewana przez wszystkich ukrzyżowanych.

## Obsada
- Graham Chapman – Brian Cohen/Wielgas Kutas/Mędrzec ze Wschodu
- John Cleese – Reg (przywódca Ludowego Frontu Judei)/Centurion/Żydowski urzędnik/Mędrzec ze Wschodu
- Terry Gilliam – Strażnik więzienny
- Eric Idle – Stan (Loretta)/Targujący się Harry/Otto
- Terry Jones – Mandy Cohen (matka Briana)/Colin/Szymon Święty/Pustelnik
- Michael Palin – Poncjusz Piłat/Wielki Nos/Były trędowaty/Mędrzec ze Wschodu
- Carol Cleveland – Pani Gregory
- Kenneth Colley – Jezus
- Neil Innes – Chudy Samarytanin
- Charles McKeown – Fałszywy Prorok/Ślepiec/Chichoczący Strażnik/Stig
- Spike Milligan – Spike
- Sue Jones Davies – Judith

oraz
- George Harrison – Pan Papadopolous (cameo, nie wymieniony w spisie obsady)